# Pogar
Pogar – osiedle typu miejskiego w Rosji, w obwodzie briańskim, w rejonie pogarskim. W 2010 roku liczyło 9990 mieszkańców.
W miejscowości jest stacja kolejowa Pogar.

## Historia
Miejscowość po raz pierwszy wzmiankowana w 1155. W XIII w. najechana przez Mongołów. Od drugiej połowy XIV w. we władaniu Litwy. Na początku XVI w. zajęta przez Moskwę. Powróciła do Litwy w ramach I Rzeczypospolitej na mocy postanowień rozejmu w Dywilinie w 1618. Administracyjnie przynależała do powiatu starodubowskiego województwa smoleńskiego. Pod panowaniem Rzeczypospolitej Pogar otrzymał prawo miejskie magdeburskie. Na mocy przywileju króla Polski Jana Kazimierza Wazy z 1649 miasteczko miało prawo organizacji jarmarków. W pokoju Grzymułtowskiego w 1686 potwierdzono utratę miasta na rzecz Rosji.